# Krzysztof Lipiec
Krzysztof Bogdan Lipiec (Starachowice; 11 de Outubro de 1959 — ) é um político da Polónia. Ele foi eleito para a Sejm em 25 de Setembro de 2005 com 4697 votos em 33 no distrito de Kielce, candidato pelas listas do partido Prawo i Sprawiedliwość.
Ele também foi membro do Senado 1997-2001, da Sejm 2005-2007, Sejm 2007-2011, Sejm 2011-2015, Sejm 2015-2019, Sejm 2019-2023, Sejm 2023-2027.